# Lac de la Presqu’île
Der Lac de la Presqu’île (französisch für „Halbinsel-See“) ist ein ringförmiger See in der Jamésie in der kanadischen Provinz Québec.

## Lage
3 Kilometer südlich des Sees liegt die Ortschaft Chapais. Der 20 km² große See umschließt fast vollständig eine etwa genauso große Halbinsel in seinem Zentrum. Der Fluss Rivière Obatogamau durchfließt den See von Osten nach Westen. Über die weiteren Flüsse Rivière Chibougamau und Rivière Waswanipi wird der See zum Lac Matagami und dem Rivière Nottaway hin entwässert.

## Einschlagkrater
Die Halbinsel entspricht einem Zentralberg eines Impaktkraters. Der See bedeckt die durch den Einschlag entstandene Depression. Der ursprüngliche Kraterdurchmesser wird auf ungefähr 24 km geschätzt. Das Alter des Einschlagkraters beträgt weniger als 500 Millionen Jahre und fällt somit in die Zeit des Kambriums oder eines jüngeren geologischen Zeitalters.